# Dongguan (Shanxi)
Ne doit pas être confondu avec la ville de Dongguan dans la province chinoise du Guangdong.
Dongguan est une ville du xian de Qi, dans la province du Shanxi en Chine.
C'est dans la résidence de la famille Qiao que le film Épouses et concubines fut tourné.